# Майрі Лаурік
Майрі Лаурік (народилася як Майрі Темпель 9 серпня 1979) — естонська письменниця-фантастка.
Він народився та виріс у Мулгімаа та закінчив у 1997 році в гімназії Карксі-Нуя.
З 2019 року вона працює в Тартуській міській бібліотеці.
У 2020 році Лаурік з відзнакою закінчила Тартуський університет за спеціальністю «інформаційний менеджмент».

## Створення
Рецензії на її книги ви можете прочитати в її блогах «Дівчача книжкова полиця» та «Враження фантастичних історій».
У своїй рецензії на «Я — смерть» Яніка Ляанемец написала: «Небо над естонською молодіжною літературою деякий час було темним, але навіть у найпохмуріший день промінь сонця може прорізати дірку в тканині сірої хмари, яка повільно починає рости. Можливо, „Я — смерть“ Майрі Лауріки, як би іронічно це не звучало, вдихне нове життя в естонську молодіжну літературу? І якщо він не виявляється досить швидким, щоб змусити зникнути морок, то роман Лауріка принаймні нагадує нам, що сонце завжди десь за хмарами і що чутки про смерть естонської молодіжної літератури перебільшені».

### Романи

#### «Система»
«Система» — постапокаліптичний науково-фантастичний твір, відібраний на конкурсі романів Спілки письменників Естонії у 2015 році, основні лінії дії якого розгалужуються в далекому майбутньому в Тарту та на берегах річки Емайое.
У нашому найближчому майбутньому планету охоплює хаос, в результаті чого людство опинилося перед тим, що ми, швидше за все, вимремо як вид або мутуємо через радіаційне забруднення. Для прийняття важких рішень, які можуть нас врятувати, потрібні сміливі та геніальні люди. Використовуючи всі можливості сучасної науки, створюється комп'ютерна програма для пошуку найбільш життєздатних комбінацій генів. В той самий час програміст Рей Домен бачить небезпеку в запланованій програмі й прописує в коді деякі пастки, які повинні бути активовані при необхідності та допомогти відмовитися від програми. Але, на жаль, він не може передбачити, як те, як він відмовляється від створеної ним програми, дуже ускладнить життя молодої жінки в далекому майбутньому.

#### «Я смерть»
Ромет — звичайний хлопчик. На перший погляд. Мабуть, від звичайного його відрізняє те, що він живе не у своєму будинку, а майже на іншому кінці Естонії у двоюрідної тітки. Іноді трапляється так, що в школі все стає настільки напруженим, що є сенс переїхати кудись, де вас ніхто не знає. Те, ким ви є, не впливає на тих, кого ви любите. Де ти можеш триматися поодинці. Тому що Румет має секрет, який він навіть не зовсім розуміє, здатність чи силу, які дивні, жахливі та незрозумілі… і стають ще гіршими. Але стосунки з його новими однокласниками складаються не зовсім так, як собі уявляв Роумет, і в його життя вриваються люди, які змушують його переоцінити своє дотеперішнє життя та почати використовувати свою дивну силу. Але чи має він право втручатися в життя інших? На смерть інших?
Яніка Ляянеметс у своїй рецензії сказала: «Хороша книжка змусить вас задуматися про життя, а не позбавить вас жаги до життя, Лаурік нагадує читачам основну істину (молодіжної) літератури».

#### «Листи листопадової ночі»
Прорив естонських вчених у нанотехнологіях приніс сюди різні види грошей і нові потреби. На початку останньої чверті століття на місці сучасного Тамсалу була побудована величезна фабрика. Разом із науково-дослідним центром, житлом для працівників, організаційно-розважальною інфраструктурою утворюється фабричне містечко, огороджене високою бетонною стіною. Або Місто-привид, Місто-світ, як його називають поза стіною. Кейре прожив більшу частину свого свідомого життя в місті за стіною, спочатку з власної волі, потім через обставини. У цій книзі жінка розповідає свою особисту історію Тамсалу через листи до свого супутника життя.

#### «Настав час!»
Руме, відомий з роману «Я смерть», тепер уже старший і, можна сказати, він звик бачити годинники свого життя над головами людей і, як наслідок, обов'язок сказати прощальні слова тим, чиї годинники зламалися або закінчилися. Тепер Румет їде до Таллінна, щоб Ерік, також один зі Смертей, міг пояснити йому цей дивний світ і допомогти налагодити ситуацію. Але виявляється, що світ ще дивніший і ще більш недоречний. Ще не до кінця розуміючи свої справжні здібності, Румет повинен зіткнутися зі злом, набагато більшим, ніж він міг собі уявити.

### Оповідання
- Повість «Два шви в лисячій лапці» (Інтернет-журнал Reaktor, лютий 2018)
- Оповідання «Боже милосердя» — збірка «Естонія, якої не існувало» (Raudhammas 2017)
- Сюжет «Зомбі створюють трупи» — (Інтернет-журнал Reaktor, червень 2017); збірка «Берилій» (Fantaasia 2018)
- Повість «Прибій на хвилях часу» — збірка «Зоряний час 15» (Fantaasia 2016)
- Повість «Момент рішення» (Вебжурнал Reaktor, червень 2015); збірка «Тритій» (Fantaasia 2017)
- Оповідання «Страшніше смерті» (Інтернет-журнал Reaktor березень 2015)
- Оповідання «Таргани залишаються», разом із Вулицею маніяків — збірка «Таємничий цар 2; Казки чайників» (Фентезі 2015)
- Оповідання «Назвемо це шляхетністю» (Інтернет-журнал Reaktor, листопад 2014)
- Оповідання «Від хазяїна до хазяїна» (інтернет-журнал Reaktor жовтень 2014)

## Літературні конкурси
- 1998 — твір відібраний на поетичний конкурс «Золотий березовий лист» (вірш без назви)
- 2015 — Вибраний твір конкурсу романів Спілки письменників Естонії («Система»)
- 2015 — Премія Бетті Альвер за видатну роботу («Система»)
- 2016 — 1 місце («Я смерть») у конкурсі оригінальних молодіжних романів, організованому Естонським центром дитячої літератури та видавництвом Tänapev
- 2016 — 2 місце конкурсу сучасного роману («Листи листопадової ночі»)